# Sergej Botkin

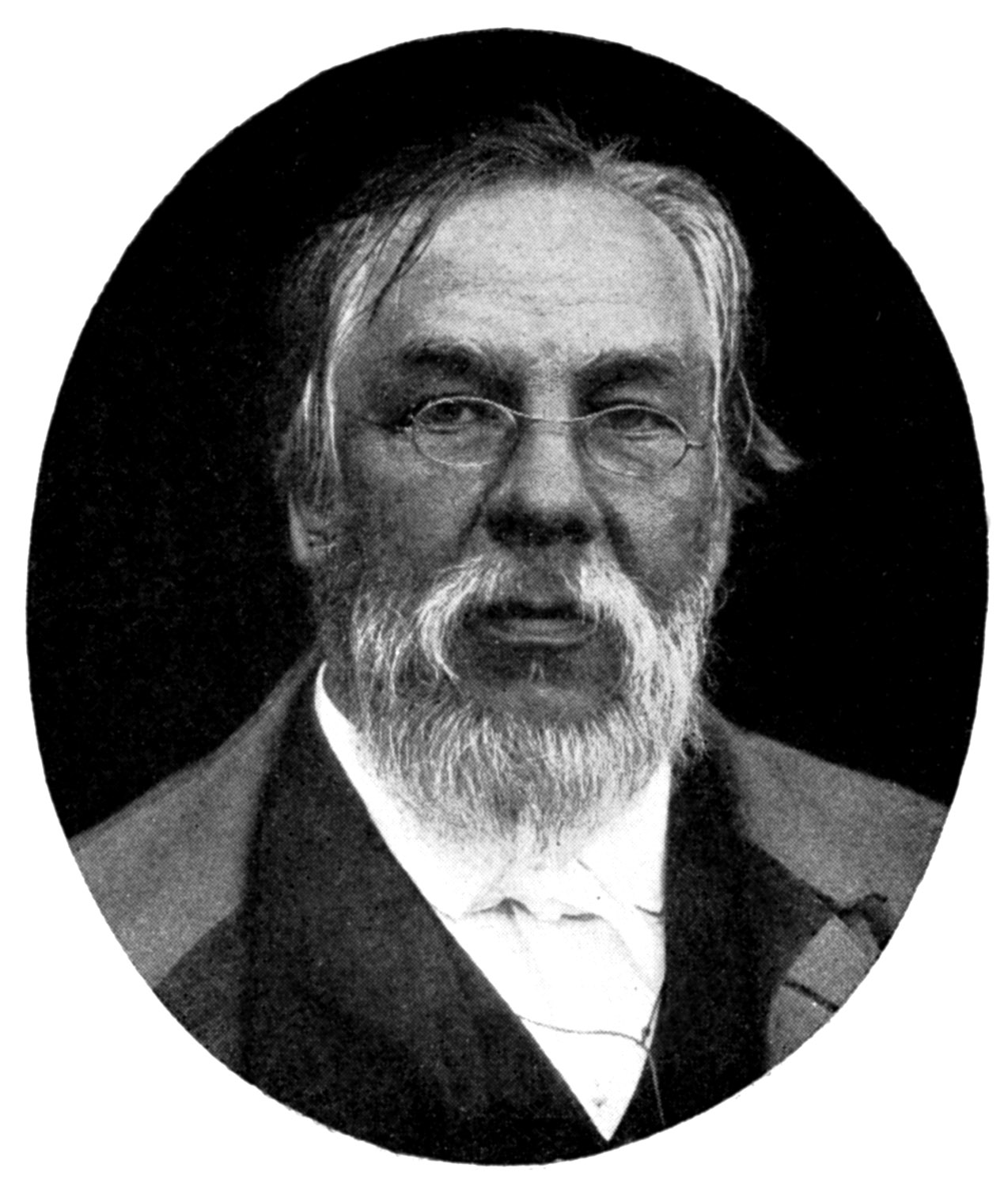
Sergej Botkin.

Sergej Petrovitj Botkin (ryska: Сергей Петрович Боткин), född 17 september (gamla stilen: 5 september) 1832 i Moskva, död 24 december (gamla stilen: 12 december) 1889 i Menton, var en rysk läkare; bror till Vasilij och Michail Botkin.
Botkin blev student vid Moskvas kejserliga universitet i Moskva 1850, undergick läkarexamen 1855 och begav sig strax därpå till krigsskådeplatsen i Krimkriget, där han arbetade under Nikolaj Pirogov. År 1860 blev han adjunkt och 1861 professor i terapi vid mediko-kirurgiska akademien i Sankt Petersburg samt kvarstod i denna befattning till sin död. 
Botkin vann hastigt ett mycket betydande anseende både såsom klinisk lärare och praktisk läkare, och sjuka från Rysslands alla delar uppsökte honom. Därjämte inlade han stora förtjänster om sjukhusen i Sankt Petersburg och utövade en omfångsrik litterär verksamhet. Hans 1867 på ryska språket utgivna arbete över de inre sjukdomarnas klinik betecknas såsom epokgörande inom den ryska medicinska litteraturen. Slutligen redigerade han två ryska medicinska tidskrifter, nämligen ett arkiv för invärtes medicin och en klinisk veckoskrift.